# فیودوروفکا (شهرستان فیودوروفسکی، باشقیرستان)
فیودوروفکا (انگلیسی: Fyodorovka, Fyodorovsky District, Republic of Bashkortostan) یک شهرک در شهرستان فیودوروفسکی استان باشقیرستان کشور روسیه است.